# Лидија Јовановић
Лидија Јовановић (рођ. Клементи; Ријека, 10. август 1914 — Тиват, 18. јул 2015) била је учесница Народноослободилачке борбе и друштвено-политички радник Социјалистичке Републике Црне Горе.

## Биографија
Рођена је 10. августа 1914. године у Ријеци. Као мала је остала без родитеља, па је прешла да живи у Вараждин код ујака, који је био архитекта и преузео бригу о њој. У Вараждину је завршила основну школу, а потом и Средњу зуботехничку школу.
У Вараждину је упознала и свог будућег супруга познатог револуционара Блажа Јовановића, који је после завршетка Правног факултета, 1931. године добио место судског приправника у вараждинском Среском суду. Када је 1934. године био премештен у Окружни суд у Подгорици, Лидија се удала за њега и са њим пошла у Црну Гору. Убрзо по доласку у Подгорицу, њен супруг је напустио Суд, прешао у адвокате и посветио се револуционарном и партијском раду.
Лидија је 1934. године примљена у чланство Комунистичке партије Југославије (КПЈ) и ангажовала се на хуманитарном раду. Била је секретар „Црвене помоћи“ (касније Народна помоћ), организације која се бринула о ухапшеним члановима и симпатизерима КПЈ, као и о њиховим породицама. Лидија је нарочито била активна током 1935. и 1936. године, када је на територији Црне Горе било ухапшено 350 чланова КПЈ. Она је тада организовала прикупљање помоћи за заточене комунисте који су се налазили у дубровачком затвору, као и помоћ за њихове породице.
Била је учесник у раду Осме покрајинске конференције КПЈ за Црну Гору, Боку, Санџак и Косово и Метохију, која је одржана 16. и 19. августа 1940. године у селу Жугића Барама, код Жабљака. За време ове Конференције обавила је веома важан партијски задатак - била је пратилац генералног секретара КПЈ Јосипа Броза Тита на његовом путу од Подгорице до Жабљака.
Године 1939. је постала члан, а 1940. секретар Месног комитета КПЈ за Подгорицу. Крајем 1940. и почетом 1941. године, у време када су многи руководећи комунисти Црне Горе били ухапшени, Лидија је постала члан тзв „заменичког“ (резервног) Покрајинског комитета КПЈ за Црну Гору, Боку и Санџак. При Покрајинском комитету је обављала дужност секретара Комисије за рад са женама и била члан Комисије за рад са синдикатима. Била је организатор неколико зборова жена, на којима је окупљеним женама причала о њиховој еманципацији, борби за право гласа и за праведнији положају у друштву. Поред тога радила је на описмењавању жена и њиховом просвећивању, а посебно на борби против сујеверја и едукацији младих жена о бризи о бебама, чија је смртност тада била веома висока. Највише је деловала у Пиперима, родном месту свога супруга.
Непосредно пред почетак Априлског рата је била вршилац дужности овог „заменичног“ Покрајинског комитета. У данима после капитулације Југословенске војске, априла 1941. године Лидија је веома активно учествовала у прикупљању оружја, муниције и др. У време избијања Тринаестојулског устанка, постала је члан Месног комитета КПЈ за Подгорицу и активно радила на организовању позадине. Крајем 1941. године постала је члан Окружног комитета КПЈ за Подгорицу, у то време настала је криза у Народноослободилачком покрету (НОП) у Црној Гори, јер је четнички покрет уз подршку италијанског окупатора добијао све већи замах.
Од средине 1942. до маја 1943. године илегално је радила у непријатељској позадини. Ово је био најтежи период њеног живота, јер је поред готово свакодневних четничких потера за њом, доживела и неколико породичних трагедија - старала је Блажова сестра, зет и њихово двоје деце; њен млађи брат је убијен у усташком затвору у Лепоглави; њено двоје деце - једно од седам, а друго од пет година се годину дана налазило у окупаторском затвору; а њихова породична кућа у Вељем Брду је била запаљена.
У лето 1943. године постала је секретар Иницијативног одбора Антифашистичког фронта жена (АФЖ) Црне Горе и веома активно је радила на организовању и повезивању жена антифашиста и њиховом организовању у сеоске, месне и среске одборе. На Првом конгресу АФЖ Црне Горе, 5. децембра 1943. године је била изабрана за секретара Главног одбора. Новембра 1943. године била је бирана за већника Земаљског антифашистичког већа народног ослобођења Црне Горе.
После ослобођења земље, активно је учествовала у друштвено-политичком животу Социјалистичке Републике Црне Горе и налазила се на многим одговорним дужностима - била је председник Одбора за народно здравље и социјалну политику Народне скупштине НР Црне Горе, члан Председништва Главног одбора Социјалистичког савеза радног народа Црне Горе, члан Председништва Савеза женских друштава Југославије, члан Централног одбора Црвеног крста Југославије и председник Главног одбора Црвеног крста Црне Горе. У три мандата је бирана за посланика Скупштине СР Црне Горе, а била је и члан Централног комитета Савеза комуниста Црне Горе.
Пошто је као мала и сама била сироче, после ослобођења се као помоћник министра за здравље и социјалну политику у Влади НР Црне Горе посебно ангажовала на оснивању домова за ратну сирочад, као и других установа за незбринуту децу. Активно је учествовала у организовању дома и школе за глувонему децу у Котору, Дома за напуштену децу у Бијелој, Дома стараца у Рисну, као и помоћи Удружењу слепих Црне Горе.
Преминула је у својој 101 години, 18. јула 2015. године у Тивту, где је провела последње године свога живота. У браку са Блажом Јовановићем, револуционаром и народним херојем, који је умро 1976. године имала је четворо деце - два сина и две ћерке.
Носилац је Партизанске споменице 1941. и других југословенских одликовања, међу којима су Орден братства и јединства првог ред и Орден за храброст. Неколико дана пред смрт, председник Црне Горе Филип Вујановић ју је поводом Дана државности и дана устанка, 13. јула 2015. године, на предлог СУБНОРА Црне Горе одликовао Орденом црногорске заставе првог степена.